# Lophorrhachia rubricorpus
Lophorrhachia rubricorpus là một loài bướm đêm trong họ Geometridae.